# Codi de normes d'edificació de Califòrnia

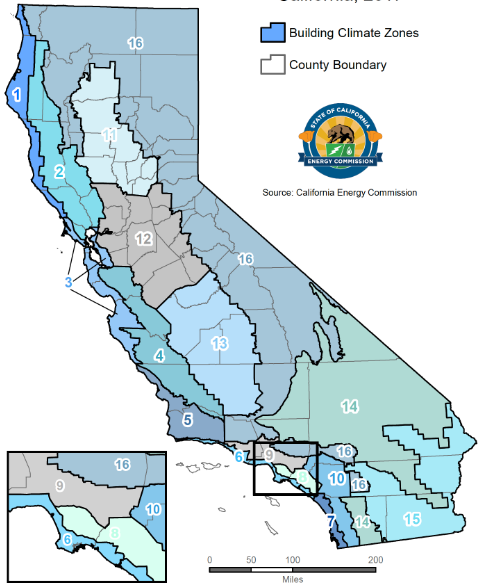
Zones climàtiques a Califòrnia

El codi de normes d'edificació de Califòrnia és el codi de construcció de Califòrnia i el títol 24 del Codi de regulacions de Califòrnia (CCR). El manté la Comissió de normes de construcció de Califòrnia, que té l'autoritat per supervisar els processos relacionats amb els codis de construcció de Califòrnia per la Llei de normes de construcció de Califòrnia. Els codis de construcció de Califòrnia segons el títol 24 s'estableixen en funció de diversos criteris: estàndards adoptats pels estats basats en codis de models nacionals, codis de models nacionals adaptats per complir les condicions de Califòrnia i estàndards aprovats per la legislatura de Califòrnia que tracten preocupacions específiques de Califòrnia.
El títol 24 del Codi de regulacions de Califòrnia consta de 13 parts:
Part 1-Codi Administratiu de Califòrnia
Part 2-Codi de construcció de Califòrnia
Part 3-Codi elèctric de Califòrnia
Part 4-Codi mecànic de Califòrnia
Part 5-Codi de fontaneria de Califòrnia
Part 6-Codi energètic de Califòrnia (aquesta secció es coneix comunament com "Títol 24" en el comerç de la construcció)
Part 7- Reservat
Part 8-Codi d'edificació històrica de Califòrnia
Part 9-Codi d'incendis de Califòrnia
Part 10-Codi de construcció existent de Califòrnia
Part 11-Codi d'estàndards de construcció verda de Califòrnia (també conegut com CALGreen)
Part 12-Codi d'estàndards de referència de Califòrnia
Parts de les edicions dels codis de construcció de Califòrnia són publicades pel Consell del Codi Internacional (ICC), l'Associació Nacional de Protecció contra Incendis (NFPA), l'Associació Internacional de Funcionaris de Fontaneria i Mecànica (IAPMO) i BNi Building News. Com que són, en efecte, versions modificades d'obres amb drets d'autor com el Codi Internacional de la Construcció (IBC) mantinguda pel Consell del Codi Internacional (ICC), les regulacions tenen parts substancials sota drets d'autor i, per tant, es poden retenir al públic o als individus, però encara tenen força de llei. El 2008, Carl Malamud va publicar el codi de normes de construcció de Califòrnia sobre públic. Recurs. Org de forma gratuïta.

## Cicle d'adopció del codi
Les noves edicions del Codi de normes de construcció de Califòrnia es publiquen cada tres anys en un cicle triennal amb informació suplementària publicada durant altres anys. La publicació de les edicions triennals del CCR va començar l'any 1989. La versió més recent del codi va ser l'edició de 2019 publicada l'1 de gener de 2020. Els canvis realitzats a cada edició es basen en propostes fetes per les agències estatals. Les propostes es presenten a la Comissió de Normes de Construcció de Califòrnia i han de proporcionar una justificació exhaustiva dels canvis proposats. Les propostes passen per diverses fases durant el cicle d'adopció.